# Яга. Кошмар тёмного леса
«Яга. Кошмар тёмного леса» — российский фэнтезийный фильм ужасов режиссёра Святослава Подгаевского, основанный на славянской сказке о Бабе-Яге. Фильм вышел в прокат 27 февраля 2020 года.

## Сюжет
Фильм рассказывает о семье, переехавшей на окраину города. Жена главного героя нанимает няню для дочки, которая, как заметил старший сын, Егор, ведёт себя странным образом, однако родителей это не убеждает.
Отец устанавливает камеры наблюдения, которые показывают, что ничего страшного в доме не происходит. В один, казалось бы, прекрасный день Егор возвращается домой и обнаруживает, что няня и младшая сестра куда-то пропали, а родители забыли, что у них была дочь. Это вынуждает Егора со своими приятелями отправиться на поиски сестры. В лесу они обнаруживают обитаемую избушку. В результате они узнают, что няня — не что иное, как Баба Яга. Они попадают в иной мир, где их преследуют кошмары.

## В ролях
| Актёр               | Роль                         |
| ------------------- | ---------------------------- |
| Олег Чугунов        | Егор                         |
| Марьяна Спивак      | Юлия мачеха Егора            |
| Светлана Устинова   | няня Татьяна / Баба Яга      |
| Алексей Розин       | Алексей отец Егора           |
| Игорь Хрипунов      | Мрачный                      |
| Глаша Голубева      | Даша                         |
| Артём Жигулин       | Антон                        |
| Марта Тимофеева     | Сета дочь Мрачного и Татьяны |
| Евгения Евстигнеева | мама Егора                   |

## Прокат
Компания Ledafilms получила права на кинотеатральный прокат фильма в США и Латинской Америке.

## Саундтрек
| №  | Название                | Исполнитель                   | Длительность |
| -- | ----------------------- | ----------------------------- | ------------ |
| 1. | «Ты забудешь»           | Анастасия Уколова             | 3:00         |
| 2. | «Civik»                 | Tony Igy                      | 5:30         |
| 3. | «Jardins sous la pluie» | в исполнении Николая Скачкова | 3:19         |